# 片岡伸吾
片岡 伸吾（かたおか しんご、1978年9月8日 - ）は、日本の俳優、元子役。劇団ひまわり所属。
身長170cm。体重65kg。
特技は殺陣、柔道、バドミントン。

## 出演作品

### テレビドラマ
- 大人になるまでガマンする（1986年、TBS）
- 親子ゲーム 第5話「オレのマリオ・私のマリオ」（1986年、TBS）
- 土曜グランド劇場 / 恋する時間です（1986年、日本テレビ） - 中島拓也
- 恋はハイホー!（1987年 - 1988年、日本テレビ） - 望月宣彦
- 金曜女のドラマスペシャル / 甦れ! いのち ボストンへの道（1987年、フジテレビ)
- 仮面ライダーシリーズ（MBS）
  - 仮面ライダーBLACK 第42話「東京-怪人大集合」（1988年） - 神野ユウキ
  - 仮面ライダーBLACK RX（1988年 - 1989年） - 健吾
- 松本清張サスペンス「潜在光景」（1988年、関西テレビ）
- ドラマ23 / 街・24時シリーズII「原宿・かぐや姫伝説」（1988年、TBS）
- 東京ストーリーズ 第9回「た・か・こ」（1989年、フジテレビ）
- 大人は判ってくれない 第9回「サリンジャーの少女」（1992年、フジテレビ）
- ダブルスコア（2002年、フジテレビ）
- 大河ドラマ（NHK）
  - 武蔵 MUSASHI（2003年）
  - 新選組!（2004年） - 新選組隊士
  - 天地人（2009年） - 供侍
  - 江〜姫たちの戦国〜（2011年） - 秀吉の家臣
  - 花燃ゆ（2015年）

### テレビ番組
- タイムスクープハンター（NHK）
- 英雄たちの選択（NHK BSプレミアム）

### 映画
- その男、凶暴につき（1989年、松竹富士） - 野球の少年
- 白い手（1990年、東宝） - コウガミ
- 四万十川（1991年、日本ヘラルド映画）

### 舞台
- アンチゴーヌ
- 砂のクロニクル
- 新宿・夏の渦